# Obereopsis rufivertex
Obereopsis rufivertex là một loài bọ cánh cứng trong họ Cerambycidae.